# Europeiska unionens befogenhetsområden
Europeiska unionens befogenhetsområden är de politikområden inom vilka Europeiska unionen har befogenhet att vidta åtgärder, till exempel lagstifta. Avgränsningen mellan unionens och medlemsstaternas befogenheter har utvecklats över tiden och förtydligats särskilt genom Maastrichtfördraget och Lissabonfördraget. Enligt principen om tilldelade befogenheter får unionen vidta åtgärder endast inom sina befogenhetsområden; varje befogenhet som inte har tilldelats unionen enligt dess fördrag tillhör medlemsstaterna.
Befogenhetsområdena är uppdelade i olika kategorier beroende på vilken typ av befogenhet unionen har tilldelats. Exklusiva befogenheter innebär att endast unionen får lagstifta och anta rättsligt bindande akter. Medlemsstaterna får i dessa fall anta rättsligt bindande akter endast efter bemyndigande av unionen eller för att genomföra unionens rättsakter. Delade befogenheter innebär att medlemsstaterna får utöva sina befogenheter i den mån som unionen inte redan har utövat sin. Stödjande befogenheter innebär att unionen kan vidta åtgärder för att stödja, samordna eller komplettera medlemsstaternas åtgärder, dock utan att ersätta deras befogenheter på dessa områden.
Unionens befogenheter kan endast ändras genom att unionens fördrag ändras i enlighet med det ordinarie ändringsförfarandet, vilket kräver ett sammankallande av ett konvent och därefter en regeringskonferens för att utarbeta en fördragsändring. Fördragsändringen måste sedan ratificeras av alla medlemsstater i enlighet med deras respektive konstitutionella bestämmelser innan den kan träda i kraft.

## Historia
Befogenhetsområdena för Europeiska ekonomiska gemenskapen, Europeiska unionens föregångare, fastställdes ursprungligen genom Romfördraget, som trädde i kraft den 1 januari 1958. Under nästan 30 års tid förblev befogenheterna i stort sett oförändrade. Först genom europeiska enhetsakten, som trädde i kraft den 1 juli 1987, tillkom nya befogenhetsområden. Genom Maastrichtfördraget, som trädde i kraft den 1 november 1993 och upprättade unionen, tillkom ytterligare befogenhetsområden samtidigt som gränserna för unionens befogenheter tydliggjordes genom att principen om tilldelade befogenheter, subsidiaritetsprincipen och proportionalitetsprincipen inkluderades. Ytterligare befogenhetsområden tillkom genom Amsterdamfördraget.
Det var först i samband med utarbetandet av Europeiska konstitutionen under början av 2000-talet som en fullständig befogenhetskatalog för Europeiska unionen togs fram. Genom konstitutionen skulle unionen och dess medlemsstater ha fått en tydlig och väldefinierad befogenhetsfördelning, men konstitutionen trädde aldrig i kraft eftersom den avslogs i två folkomröstningar i Frankrike och Nederländerna under 2005. Istället infördes samma befogenhetskatalog genom Lissabonfördraget den 1 december 2009. Samtidigt som befogenhetskatalogen infördes avskaffades pelarstrukturen, som tidigare hade indelat det europeiska samarbetet i tre olika pelare, var och en med olika beslutsförfaranden och befogenheter för unionen.

## Principen om tilldelade befogenheter
Principen om tilldelade befogenheter är en av unionsrättens grundläggande principer. Principen innebär att unionen endast får handla inom ramen för de befogenheter som medlemsstaterna har tilldelat den enligt unionens fördrag för att nå de mål som fastställs där. Varje befogenhet som inte har tilldelats unionen enligt fördragen tillhör medlemsstaterna.
Varje rättsakt som antas måste ha en giltig rättslig grund i fördragen eller i en annan rättsakt som har sin rättsliga grund i fördragen. Det innebär att unionens institutioner, organ och byråer inte kan anta rättsakter som det inte uttryckligen finns stöd för enligt fördragen. Talan om ogiltigförklaring kan väckas vid EU-domstolen för att upphäva en rättsakt vars rättsliga grund anses vara bristfällig.

## Subsidiaritets- och proportionalitetsprinciperna
Subsidiaritets- och proportionalitetsprinciperna är två grundläggande principer som ligger till grund för hur unionen får utöva sina tilldelade befogenheter. Subsidiaritetsprincipen innebär att unionen inom sina icke-exklusiva befogenhetsområden endast får vidta åtgärder om målen för dem inte i tillräcklig utsträckning kan uppnås av medlemsstaterna, på nationell, regional eller lokal nivå, och därför bättre kan uppnås på europeisk nivå. Proportionalitetsprincipen innebär att unionens åtgärder inte får gå utöver vad som är nödvändigt för att nå målen i fördragen.

## Befogenhetskategorier och befogenhetsområden
Unionens befogenhetsområden är uppdelade i tre befogenhetskategorier: exklusiva befogenheter, delade befogenheter och stödjande befogenheter. Varje befogenhetskategori kännetecknas av olika långtgående befogenheter för unionen och dess medlemsstater.
| Exklusiva befogenheter |

| Endast unionen får lagstifta och anta rättsligt bindande akter. |
| - Tullunionen - Fastställandet av de konkurrensregler som är nödvändiga för den inre marknadens funktion - Den monetära politiken för de medlemsstater som har euron som valuta - Bevarandet av havets biologiska resurser inom ramen för den gemensamma fiskeripolitiken - Den gemensamma handelspolitiken - Vissa internationella avtal |

| Delade befogenheter |

| Medlemsstaterna får utöva sina befogenheter i den mån som unionen inte redan har utövat sin. | Unionen kan utöva sin befogenhet, men det får inte hindra medlemsstaterna från att utöva sina.                                                                                 |
| - Inre marknaden - Socialpolitik, i fråga om aspekter som anges i fördraget - Ekonomisk, social och territoriell sammanhållning - Jordbruk och fiskeri, med undantag av bevarandet av havets biologiska resurser - Miljö - Konsumentskydd - Transport - Transeuropeiska nät - Energi - Området med frihet, säkerhet och rättvisa - Gemensamma angelägenheter i fråga om säkerhet när det gäller de aspekter på folkhälsa som anges i fördraget - Varje annan befogenhet som unionen tilldelats och som varken är exklusiv eller stödjande, till exempel skydd av personuppgifter | - Forskning, teknisk utveckling och rymden - Utvecklingssamarbete och humanitärt bistånd                                                                                       |
| - Inre marknaden - Socialpolitik, i fråga om aspekter som anges i fördraget - Ekonomisk, social och territoriell sammanhållning - Jordbruk och fiskeri, med undantag av bevarandet av havets biologiska resurser - Miljö - Konsumentskydd - Transport - Transeuropeiska nät - Energi - Området med frihet, säkerhet och rättvisa - Gemensamma angelägenheter i fråga om säkerhet när det gäller de aspekter på folkhälsa som anges i fördraget - Varje annan befogenhet som unionen tilldelats och som varken är exklusiv eller stödjande, till exempel skydd av personuppgifter | Medlemsstaterna ska samordna sin politik inom unionen. |
| - Inre marknaden - Socialpolitik, i fråga om aspekter som anges i fördraget - Ekonomisk, social och territoriell sammanhållning - Jordbruk och fiskeri, med undantag av bevarandet av havets biologiska resurser - Miljö - Konsumentskydd - Transport - Transeuropeiska nät - Energi - Området med frihet, säkerhet och rättvisa - Gemensamma angelägenheter i fråga om säkerhet när det gäller de aspekter på folkhälsa som anges i fördraget - Varje annan befogenhet som unionen tilldelats och som varken är exklusiv eller stödjande, till exempel skydd av personuppgifter | - Ekonomisk politik - Sysselsättningspolitik - Socialpolitik - Gemensamma utrikes- och säkerhetspolitiken, inbegripet den gradvisa utformningen av en gemensam försvarspolitik |

| Stödjande befogenheter |

| Unionen kan stödja, samordna eller komplettera medlemsstaternas åtgärder, dock utan att ersätta deras befogenheter.                                                          |
| - Skydd för och förbättring av människors hälsa - Industri - Kultur - Turism - Utbildning, yrkesutbildning, ungdomsfrågor och idrott - Civilskydd - Administrativt samarbete |
| Antagna rättsakter får inte omfatta någon harmonisering av nationell rätt.                                                                                                   |

### Exklusiva befogenheter
Exklusiva befogenheter är de mest långtgående befogenheterna som unionen kan tilldelas. Inom de befogenhetsområden där unionen har exklusiva befogenheter får endast unionen lagstifta och anta rättsligt bindande akter medan medlemsstaterna får göra detta själva endast efter bemyndigande av unionen eller för att genomföra unionens akter.
Unionen har exklusiva befogenheter inom de politikområden där enhetliga bestämmelser är nödvändiga för att unionens politik ska fungera. De exklusiva befogenhetsområdena innefattar:
- Tullunionen
- Fastställandet av de konkurrensregler som är nödvändiga för den inre marknadens funktion
- Den monetära politiken för de medlemsstater som har euron som valuta
- Bevarandet av havets biologiska resurser inom ramen för den gemensamma fiskeripolitiken
- Den gemensamma handelspolitiken
- Vissa internationella avtal

### Delade befogenheter
Delade befogenheter innebär att både unionen och dess medlemsstater har befogenhet att lagstifta och anta rättsligt bindande akter. Medlemsstaterna får dock utöva sin befogenhet endast i den mån som unionen inte redan har utövat sin befogenhet. Medlemsstaterna får på nytt utöva sin befogenhet om unionen beslutar att inte längre utöva sin befogenhet.
Unionen har delade befogenheter inom de politikområden där gemensam lagstiftning kan vara nödvändig. De delade befogenhetsområdena innefattar:
- Inre marknaden
- Socialpolitik, i fråga om aspekter som anges i fördraget
- Ekonomisk, social och territoriell sammanhållning
- Jordbruk och fiskeri, med undantag av bevarandet av havets biologiska resurser
- Miljö
- Konsumentskydd
- Transport
- Transeuropeiska nät
- Energi
- Området med frihet, säkerhet och rättvisa
- Gemensamma angelägenheter i fråga om säkerhet när det gäller de aspekter på folkhälsa som anges i fördraget
- Varje annan befogenhet som unionen tilldelats och som varken är exklusiv eller stödjande,[9] till exempel skydd av personuppgifter

Inom följande befogenhetsområden har unionen möjlighet att lagstifta och anta rättsligt bindande akter, men det får inte hindra medlemsstaterna från att utöva sina befogenheter:
- Forskning, teknisk utveckling och rymden
- Utvecklingssamarbete och humanitärt bistånd

Dessutom har unionen befogenhet att samordna medlemsstaternas ekonomiska politik, sysselsättningspolitik och socialpolitik. Unionen har även befogenhet att fastställa och genomföra en gemensam utrikes- och säkerhetspolitik, inbegripet den gradvisa utformningen av en gemensam försvarspolitik.

### Stödjande befogenheter
Stödjande befogenheter är de mest begränsade befogenheterna som unionen kan tilldelas. Inom de befogenhetsområden där unionen har stödjande befogenheter får unionen vidta åtgärder för att stödja, samordna eller komplettera medlemsstaternas åtgärder, dock utan att ersätta medlemsstaternas befogenheter på dessa områden. De rättsligt bindande akter som unionen antar inom dessa befogenhetsområden får inte omfatta någon harmonisering av medlemsstaternas lagar och andra författningar.
Unionen har stödjande befogenheter inom de politikområden där medlemsstaterna fortfarande har huvudansvaret för lagstiftningen, men där viss samordning sker mellan medlemsstaternas politik. De stödjande befogenhetsområdena innefattar:
- Skydd för och förbättring av människors hälsa
- Industri
- Kultur
- Turism
- Utbildning, yrkesutbildning, ungdomsfrågor och idrott
- Civilskydd
- Administrativt samarbete

## Flexibilitetsklausulen
Genom artikel 352 i fördraget om Europeiska unionens funktionssätt kan unionen, om det är nödvändigt för att uppnå de mål som anges i dess fördrag, vidta åtgärder även om det inte uttryckligen finns en rättslig grund för detta i fördragen. Europeiska unionens råd beslutar då med enhällighet på förslag av Europeiska kommissionen efter godkännande av Europaparlamentet.
Flexibilitetsklausulen tillåter inte harmonisering av medlemsstaternas lagar och andra författningar i de fall där fördragen utesluter en sådan harmonisering. Klausulen får inte heller användas inom den gemensamma utrikes- och säkerhetspolitiken.

## Historisk utveckling
Nedan anges befogenhetsområdena för Europeiska unionen och dess föregångare vid ikraftträdandet av Romfördraget (1 januari 1958), europeiska enhetsakten (1 juli 1987), Maastrichtfördraget (1 november 1993), Amsterdamfördraget (1 maj 1999) samt Lissabonfördraget (1 december 2009).
| 1958 | 1987 | 1993 | 1999 | 2009 |
| --- | --- | --- | --- | --- |
| Förbud mot tullar och kvantitativa restriktioner mellan medlemsstaterna vid import och export av varor samt förbud mot alla övriga åtgärder med motsvarande verkan       | Förbud mot tullar och kvantitativa restriktioner mellan medlemsstaterna vid import och export av varor samt förbud mot alla övriga åtgärder med motsvarande verkan       | Förbud mot tullar och kvantitativa restriktioner mellan medlemsstaterna vid import och export av varor samt förbud mot alla övriga åtgärder med motsvarande verkan | Förbud mot tullar och kvantitativa restriktioner mellan medlemsstaterna vid import och export av varor samt förbud mot alla övriga åtgärder med motsvarande verkan | Tullunionen                                                                                                 |
| Inrättandet av en ordning som säkerställer att konkurrensen inom den gemensamma marknaden inte snedvrids                                                                 | Inrättandet av en ordning som säkerställer att konkurrensen inom den gemensamma marknaden inte snedvrids                                                                 | En ordning som säkerställer att konkurrensen inom den inre marknaden inte snedvrids                                                                                | En ordning som säkerställer att konkurrensen inom den inre marknaden inte snedvrids                                                                                | Fastställandet av de konkurrensregler som är nödvändiga för den inre marknadens funktion                    |
| Upprättandet av en gemensam tulltaxa och en gemensam handelspolitik gentemot tredjeländer                                                                                | Upprättandet av en gemensam tulltaxa och en gemensam handelspolitik gentemot tredjeländer                                                                                | En gemensam handelspolitik | En gemensam handelspolitik | Den gemensamma handelspolitiken                                                                             |
| Avskaffandet av hindren för fri rörlighet för personer, tjänster och kapital mellan medlemsstaterna                                                                      | Avskaffandet av hindren för fri rörlighet för personer, tjänster och kapital mellan medlemsstaterna                                                                      | En inre marknad som kännetecknas av att hindren för fri rörlighet för varor, personer, tjänster och kapital avskaffas mellan medlemsstaterna                       | En inre marknad som kännetecknas av att hindren för fri rörlighet för varor, personer, tjänster och kapital avskaffas mellan medlemsstaterna                       | Inre marknaden                                                                                              |
| Tillnärmning av medlemsstaternas nationella lagstiftning i den utsträckning den gemensamma marknadens funktion kräver det                                                | | | | Inre marknaden                                                                                              |
| Skapandet av en europeisk socialfond med syfte att förbättra sysselsättningsförutsättningarna för arbetstagare och för att bidra till förbättrandet av levnadsstandarden | Skapandet av en europeisk socialfond med syfte att förbättra sysselsättningsförutsättningarna för arbetstagare och för att bidra till förbättrandet av levnadsstandarden | En politik på det sociala området som innefattar en europeisk socialfond                                                                                           | En politik på det sociala området som innefattar en europeisk socialfond                                                                                           | Socialpolitik, i fråga om aspekter som anges i fördraget                                                    |
| Skapandet av en europeisk socialfond med syfte att förbättra sysselsättningsförutsättningarna för arbetstagare och för att bidra till förbättrandet av levnadsstandarden | Skapandet av en europeisk socialfond med syfte att förbättra sysselsättningsförutsättningarna för arbetstagare och för att bidra till förbättrandet av levnadsstandarden | En politik på det sociala området som innefattar en europeisk socialfond                                                                                           | En politik på det sociala området som innefattar en europeisk socialfond                                                                                           | Samordning av socialpolitik                                                                                 |
| | Ekonomisk och social sammanhållning | Stärkande av den ekonomiska och sociala sammanhållningen | Stärkande av den ekonomiska och sociala sammanhållningen | Ekonomisk, social och territoriell sammanhållning                                                           |
| Utformandet av en gemensam politik på jordbruksområdet | Utformandet av en gemensam politik på jordbruksområdet | En gemensam politik på jordbruks- och fiskeområdet | En gemensam politik på jordbruks- och fiskeområdet | Bevarandet av havets biologiska resurser inom ramen för den gemensamma fiskeripolitiken                     |
| Utformandet av en gemensam politik på jordbruksområdet | Utformandet av en gemensam politik på jordbruksområdet | En gemensam politik på jordbruks- och fiskeområdet | En gemensam politik på jordbruks- och fiskeområdet | Jordbruk och fiskeri, med undantag av bevarandet av havets biologiska resurser                              |
| | Miljö | En miljöpolitik | En miljöpolitik | Miljö |
| | | Bidrag till att stärka konsumentskyddet | Bidrag till att stärka konsumentskyddet | Konsumentskydd                                                                                              |
| Utformandet av en gemensam politik på transportområdet | Utformandet av en gemensam politik på transportområdet | En gemensam politik på transportområdet | En gemensam politik på transportområdet | Transport                                                                                                   |
| | | Stimulans till att upprätta och utveckla transeuropeiska nät | Stimulans till att upprätta och utveckla transeuropeiska nät | Transeuropeiska nät                                                                                         |
| | | Åtgärder på områdena energi, räddningstjänst och turism | Åtgärder på områdena energi, räddningstjänst och turism | Energi |
| Turism | | Åtgärder på områdena energi, räddningstjänst och turism | Åtgärder på områdena energi, räddningstjänst och turism | |
| Civilskydd | | Åtgärder på områdena energi, räddningstjänst och turism | Åtgärder på områdena energi, räddningstjänst och turism | |
| | | Åtgärder som avser personers inresa och rörlighet på den inre marknaden enligt artikel 100c (viseringspolitik)                                                     | Åtgärder som avser personers inresa och rörlighet enligt avdelning IV (viserings-, asyl- och invandringspolitik samt civilrättsligt samarbete)                     | Området med frihet, säkerhet och rättvisa                                                                   |
| | | Rättsliga och inrikes frågor | Polissamarbete och straffrättsligt samarbete | Området med frihet, säkerhet och rättvisa                                                                   |
| | | Bidrag till att uppnå en hög hälsoskyddsnivå | Bidrag till att uppnå en hög hälsoskyddsnivå | Gemensamma angelägenheter i fråga om säkerhet när det gäller de aspekter på folkhälsa som anges i fördraget |
| Skydd för och förbättring av människors hälsa | | Bidrag till att uppnå en hög hälsoskyddsnivå | Bidrag till att uppnå en hög hälsoskyddsnivå | |
| | Forskning och teknisk utveckling | Främjande av forskning och teknisk utveckling | Främjande av forskning och teknisk utveckling | Forskning, teknisk utveckling och rymden                                                                    |
| | | | | Forskning, teknisk utveckling och rymden                                                                    |
| | | En politik på området för utvecklingssamarbete | En politik på området för utvecklingssamarbete | Utvecklingssamarbete och humanitärt bistånd                                                                 |
| | | | | Utvecklingssamarbete och humanitärt bistånd                                                                 |
| | | Stärkande av gemenskapsindustrins konkurrenskraft | Stärkande av gemenskapsindustrins konkurrenskraft | Industri |
| | | Bidrag till god utbildning samt till kulturens utveckling i medlemsstaterna                                                                                        | Bidrag till god utbildning samt till kulturens utveckling i medlemsstaterna                                                                                        | Kultur |
| Utbildning, yrkesutbildning, ungdomsfrågor och idrott | | Bidrag till god utbildning samt till kulturens utveckling i medlemsstaterna                                                                                        | Bidrag till god utbildning samt till kulturens utveckling i medlemsstaterna                                                                                        | |
| | | | | Administrativt samarbete                                                                                    |
| Tillämpandet av förfaranden genom vilka medlemsstaternas ekonomiska politik kan samordnas och störningar i deras betalningsbalanser avhjälpas                            | Ekonomisk och monetär union | Ekonomisk och monetär union, inbegripet en gemensam valuta | Ekonomisk och monetär union, inbegripet en gemensam valuta | Den monetära politiken för de medlemsstater som har euron som valuta                                        |
| Tillämpandet av förfaranden genom vilka medlemsstaternas ekonomiska politik kan samordnas och störningar i deras betalningsbalanser avhjälpas                            | Ekonomisk och monetär union | Ekonomisk och monetär union, inbegripet en gemensam valuta | Ekonomisk och monetär union, inbegripet en gemensam valuta | Samordning av ekonomisk politik                                                                             |
| | | | Främjande av samordningen av medlemsstaternas sysselsättningspolitik i syfte att göra denna mer effektiv genom att utveckla en samordnad sysselsättningsstrategi   | Samordning av sysselsättningspolitik                                                                        |
| | Europeiska politiska samarbetet | Gemensamma utrikes- och säkerhetspolitiken | Gemensamma utrikes- och säkerhetspolitiken | Gemensamma utrikes- och säkerhetspolitiken                                                                  |
| Upprättandet av en europeisk investeringsbank för att främja ekonomisk tillväxt inom gemenskapen                                                                         | Upprättandet av en europeisk investeringsbank för att främja ekonomisk tillväxt inom gemenskapen                                                                         | [ej längre uttryckligen omnämnd som en befogenhet] | [ej längre uttryckligen omnämnd som en befogenhet] | [ej längre uttryckligen omnämnd som en befogenhet]                                                          |
| Associering av utomeuropeiska länder och territorier i syfte att öka handeln och att gemensamt främja den ekonomiska och sociala utvecklingen                            | Associering av utomeuropeiska länder och territorier i syfte att öka handeln och att gemensamt främja den ekonomiska och sociala utvecklingen                            | Associering av utomeuropeiska länder och territorier i syfte att öka handeln och att gemensamt främja den ekonomiska och sociala utvecklingen                      | Associering av utomeuropeiska länder och territorier i syfte att öka handeln och att gemensamt främja den ekonomiska och sociala utvecklingen                      | [ej längre uttryckligen omnämnd som en befogenhet]                                                          |